# Sensei
Sensei este un cuvânt japonez care, în traducere directă, înseamnă "persoană născută înaintea alteia". În limbajul comun, înseamnă "maestru" sau "profesor". Cuvântul este folosit ca o titulatură când se vorbește despre învățători, profesori, sau profesioniști din sistemul juridic, economic, medical, din politică, din cadrul organizațiilor religioase sau alte figuri autoritare. 
Cuvântul este folosit și pentru a arăta respect unei persoane care a atins un anumit nivel de profesionalism într-o formă de artă sau în alt domeniu: păpușarilor, romancierilor, muzicienilor și altor artiști li se poate adresa folosind acest termen.